# Крансе
Крансе́ (фр. Crancey) — коммуна во Франции, находится в регионе Шампань — Арденны. Департамент — Об. Входит в состав кантона Ромийи-сюр-Сен-1. Округ коммуны — Ножан-сюр-Сен.
Код INSEE коммуны — 10114.
Коммуна расположена приблизительно в 105 км к востоку от Парижа, в 75 км юго-западнее Шалон-ан-Шампани, в 45 км к северо-западу от Труа.

## Население
Население коммуны на 2008 год составляло 811 человек.
| 1962 | 1968 | 1975 | 1982 | 1990 | 1999 | 2008 |
| ---- | ---- | ---- | ---- | ---- | ---- | ---- |
| 528  | 563  | 849  | 928  | 833  | 840  | 811  |

## Экономика
В 2007 году среди 512 человек в трудоспособном возрасте (15—64 лет) 370 были экономически активными, 142 — неактивными (показатель активности — 72,3 %, в 1999 году было 69,4 %). Из 370 активных работали 330 человек (178 мужчин и 152 женщины), безработных было 40 (20 мужчин и 20 женщин). Среди 142 неактивных 47 человек были учениками или студентами, 49 — пенсионерами, 46 были неактивными по другим причинам.